# Rotta di Brouwer

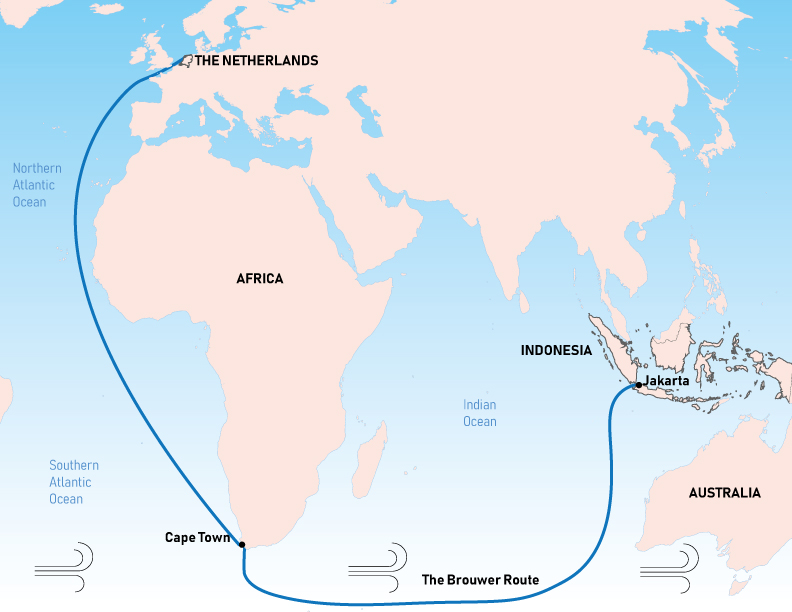
Nell'età della navigazione, la rotta di Brouwer, stabilita dal navigatore olandese Hendrik Brouwer nel 1611, ridusse notevolmente il viaggio da Capo di Buona Speranza alle Indie olandesi orientali da 12 a 6 mesi rispetto alle tradizionali rotte monsoniche arabe e portoghesi.

La rotta di Brouwer era una rotta marittima del XVII secolo utilizzata dalle navi che navigavano dal Capo di Buona Speranza alle Indie orientali olandesi, rotta portoghese dell'Armata d'India. La rotta portava le navi a sud del Capo (che si trova a 34° di latitudine sud) nei quaranta ruggenti, quindi a est attraverso l'Oceano Indiano, prima di svoltare a nord-est per Giava. Così vennero sfruttati i forti venti occidentali da cui deriva il nome ruggenti, aumentando notevolmente la velocità di navigazione.

## Il problema
Il problema con il percorso era che all'epoca non esisteva un modo preciso per determinare la longitudine Parthesius ovvero quanto lontano a est aveva viaggiato una nave. L'avvistamento dell'isola Amsterdam o dell'isola di Saint Paul era l'unico segnale geografico per le navi di cambiare direzione e dirigersi a nord. Tuttavia, questo dipendeva dall'esperienza del capitano. Di conseguenza, molte navi furono danneggiate o naufragate sulle rocce, scogliere o isole della piattaforma continentale occidentale dell'Australia, che all'epoca era praticamente sconosciuta agli europei.

## La soluzione
La rotta fu ideata dall'esploratore olandese Hendrik Brouwer nel 1611, e  servì a dimezzare la durata del viaggio dall'Europa a Giava, rispetto alla precedente rotta monsonica araba e portoghese, che prevedeva di seguire la costa dell'Africa orientale verso nord, navigando attraverso il Canale del Mozambico intorno al Madagascar e poi attraverso l'Oceano Indiano, a volte costeggiando l'India. Nel 1616 la rotta Brouwer era obbligatoria per i marinai della Compagnia olandese delle Indie orientali.[2]
Per la Compagnia britannica delle Indie orientali, il capitano Humphrey Fitzherbert della Royal Exchange provò la rotta nel 1620, che chiamarono la rotta meridionale; inizialmente pensava che fosse un grande successo, ma la seconda nave inglese a utilizzarla, la Tryall (a volte scritta Trial), calcolò erroneamente la longitudine e per questo navigò troppo a est prima di virare a nord, facendo naufragio a Tryal Rocks al largo della costa australiana di Pilbara nel maggio 1622. Gli inglesi evitarono quindi la rotta per i due decenni successivi.
La rotta Brouwer ha svolto un ruolo importante nella scoperta europea della costa occidentale dell'Australia. Molte navi fecero naufragio lungo la costa, tra cui Batavia nel 1629, Vergulde Draeck nel 1656, Zuytdorp nel 1712 e Zeewijk nel 1727. Nel 1696, Willem de Vlamingh esplorò la costa australiana mentre cercava i sopravvissuti del Ridderschap van Holland, che era scomparsa nel 1694 con 302 anime a bordo. Né i sopravvissuti né la nave furono mai trovati.